# Hoplothrips carpathicus
Hoplothrips carpathicus är en insektsart som beskrevs av Pelikan 1961. Hoplothrips carpathicus ingår i släktet Hoplothrips, och familjen rörtripsar. Arten är reproducerande i Sverige.